# Peltigera extenuata
Peltigera extenuata är en lavart som först beskrevs av Nyl. ex Vain., och fick sitt nu gällande namn av Lojka. Peltigera extenuata ingår i släktet Peltigera och familjen Peltigeraceae.   Inga underarter finns listade i Catalogue of Life.